# Ceramica messapica

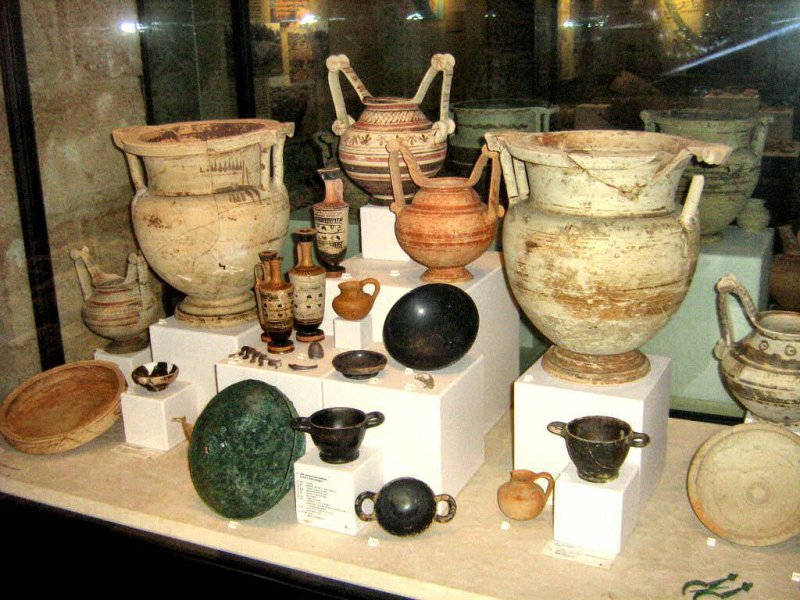
Ceramiche messapiche di un corredo funerario esposto al Museo Granafei di Mesagne

La ceramica messapica è un genere di ceramiche prodotte tra la metà del VII e il III secolo a.C. nella regione del Salento (anticamente detta Calabria, Iapigia o anche Messapia).

## Storia

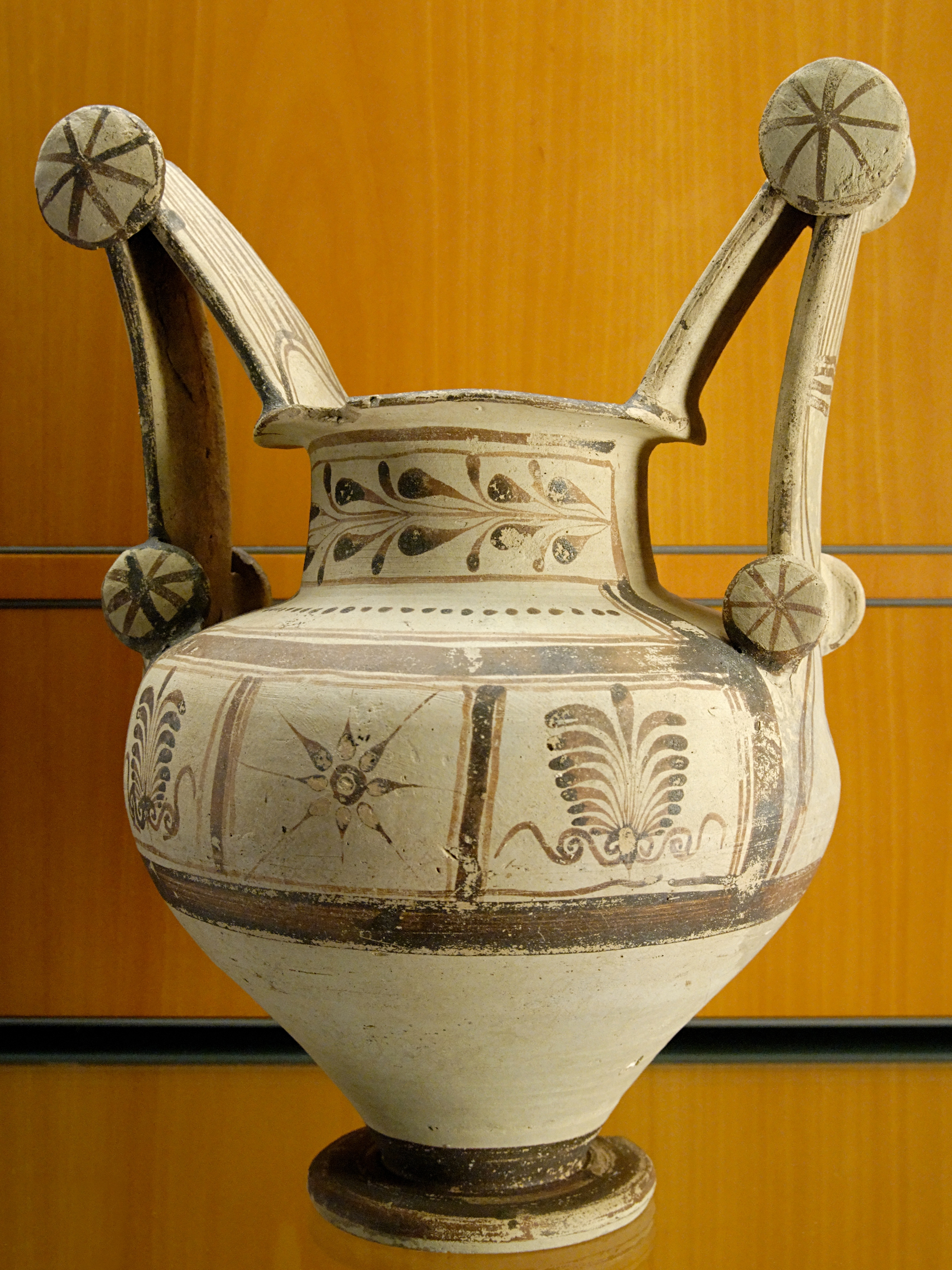
Trozzella del IV secolo a.C.

I vasi messapici vennero in primo luogo decorati principalmente con forme geometriche come cerchi, quadrati, rombi, linee, svastiche e simili. Più tardi vennero introdotti, sotto influenza greca, anche i meandri. Come tipologie venivano utilizzati principalmente quello della olla e soprattutto della trozzella. 
Circa dall'inizio del V secolo a.C. venne introdotta, sempre sotto influsso greco, con l'importazione della ceramica attica, anche la decorazione figurativa. Inoltre vennero adottati nel repertorio nuovi elementi come l'edera e altri motivi floreali. Se fino a quel momento veniva decorata solo parte del vaso, ora si utilizzava tutta la superficie di esso. 
Nel IV secolo a.C. gli artisti tornarono ad utilizzare i modelli geometrici, ora tuttavia influenzati totalmente dall'arte greca. Dalla pittura vascolare attica e da quella della Magna Grecia vennero più che altro presi motivi di tipo floreale per la decorazione dei vasi. In particolare la ceramica di Egnazia ha esercitato una particolare influenza. Nuove forme vascolari come il kalathos, la pisside, il cratere e lo stamnos erano amate, ma la trozzella rimase fino alla fine della ceramica messapica all'inizio del III secolo il modello principale.

## Stili e gruppi
La ceramica messapica si differenzia in base ai centri di produzione, alle caratteristiche decorative e ai diversi periodi. Gli studiosi hanno individuato i seguenti stili:
- fase arcaica (VII-VI secolo a.C.):
  - vasi geometrici iapigi;
  - vasi di Montemesola;
  - vasi del gruppo dei cerchi (the circle group);
  - vasi con decorazione a riquadri (the panel vases);
  - vasi del gruppo Dionisi
  - vasi del gruppo geometrico meridionale.
- fase figurativa (V secolo a.C.):
  - vasi messapici a figure nere;
  - vasi del gruppo di Oria;
  - vasi del gruppo a zigzag;
  - vasi del gruppo di Ceglie;
- (IV-III secolo a.C.)
  - vasi dello stile floreale di Rudiae
  - vasi del gruppo di Manduria;
  - vasi del gruppo di Carovigno.